# Ambloplites constellatus
Ambloplites constellatus är en fiskart som beskrevs av Cashner och Suttkus, 1977. Ambloplites constellatus ingår i släktet Ambloplites och familjen Centrarchidae. Inga underarter finns listade i Catalogue of Life.